# لغات المغرب
توجد 3 لغات بالمغرب ولكن اللغتين الرسميتين فيه هما الأمازيغية والعربية. ووفقاً لدراسة في عامي 2000-2002 التي أجراها (موحا الناجي) مؤلف كتاب (تعدد اللغات، الهوية الثقافية، التربية والتعليم في المغرب) «يوجد اتفاق عام على أن اللغة العربية الفصحى، واللهجة المغربية والأمازيغية هي اللغات القومية». ويختتم الناجي كتابه بقوله «هذه الدراسة تؤكد فكرة أن تعدد اللغات في المغرب هي ظاهرة لغوية مجتمعية حية يستحسنها الكثيرون.»
يوجد حوالي 26% من سكان المغرب يتحدثون بالأمازيغية.

## اللغة العربية
العربية هي اللغة الرسمية للمغرب، ويتحدث أغلبية السكان (حوالي 85%) اللهجة العربية المغربية وهي لهجة عربية، ويستخدم العديد من متحدثي الأمازيغية لهجة عربية محلية، حيث تعتبر بشكليها التراثي والحديث إحدى اللغتين الدالتين على المكانة الإجتماعية المرموقة. علية رشدي، مؤلفة كتاب التواصل والصراع اللغوي في اللغة العربية تقول " إن اللغة العربية التراثية/الحديثة واللغة الفرنسية في صراع دائم.
في عام 1995 كان عدد الناطقين الأصليين باللغة العربية في المغرب نحو 18.8 مليون نسمة (65٪ من مجموع السكان)، و 21 مليون باحتساب مغاربة المهجر وبوصفها عضوا في المجموعة المغربية من اللهجات العربية، فإن العربية المغربية مشابهة للهجات المستخدمة في موريتانيا، والجزائر، وتونس، وليبيا (وأيضا المالطية). وقد ظهر في المغرب اختلافاً واضحاً في اللهجات الحضرية والريفية، وهذا يرجع إلى تاريخ الاستيطان. ففي الأصل، أنشأ العرب مراكز القوى في عدد قليل من المدن، وظلت المناطق الأخرى ناطقة بالأمازيغية. ثم، في القرن الثاني عشر، اجتاحت القبائل البدوية العديد من المناطق غير المأهولة، ونشرت معها لهجتها العربية في المناطق غير المتمدنة تاركةً المتحدثين بالأمازيغية في المناطق المعزولة في المناطق الأكثر جبلية.

### اللغة العربية الفصحى الحديثة والتراثية
يتعلم المغاربة اللغة العربية الفصحى ولكنهم لا يتحدثون بها في المنزل أو الشارع، وإنما تستخدم في المكاتب الإدارية، المساجد والمدارس. ووفقاً لعلية رشدي فإن العربية التراثية مازالت تستخدم فقط في المجالات الأدبية والثقافية، والخطابات الرسمية التقليدية والنقاشات الدينية. كما هو الحال في باقي البلدان العربية.

### اللهجة العربية
مقال تفصيلي: عروبية (لهجة)، لهجة مغربية

#### اللهجة الدارجة
اللهجة الدارجة العربية في المغرب- بالإضافة إلي الأمازيغية - هي إحدى اللغتين المستخدمتان في البيت والشارع، ولكنها لا تستخدم في الكتابة ويقول عبد العالي بن طحيلة مؤلف كتاب «المواقف اللغوية بين الثنائية العربية-الفرنسية في المغرب» أن المغاربة المتحدثين بالعربية والفرنسية يفضلون استخدام العربية في النقاشات الدينية، أو الحوارات في محلات البقالة والمطاعم، أو عند التحدث مع أفراد العائلة أو المتسولين أو الخادمات. يقول موحا الناجي أن اللهجة المغربية توحي بعدم الرسمية حيث تستخدم في الحوارات الودية والشفهية، ويضيف أن المغاربة الذين يتحدثون لغتين يميلون إلى استخدامها في المنزل. ويتعلم الأمازيغ اللهجة العربية المغربية كلغة ثانية ويستخدمونها كلغة تواصل مشترك لأن ليست كل أشكال الأمازيغية مفهومة بالنسبة لهم.
يوضح الجدول التالي إحصاء للمتحدثين بالدارجة، بناءً على تعداد السكان عام 2004. (من سن الخامسة وأكبر).
| المنطقة               | اللهجة الدارجة | إجمالي السكان | نسبة متحدثيها |
| --------------------- | -------------- | ------------- | ------------- |
| سوس ماسة درعة         | 1.694.780      | 2.775.953     | 61.05%        |
| الجهة الشرقية         | 1.487.620      | 1.739.440     | 85.52%        |
| كلميم السمارة         | 261.109        | 382.029       | 68.35%        |
| مكناس تافيلالت        | 1.633.122      | 1.926.247     | 84.78%        |
| تادلة أزيلال          | 1.038.765      | 1.299.536     | 79.93%        |
| مراكش تانسيفت الحوز   | 2.358.910      | 2.765.908     | 85.29%        |
| تازة الحسيمة تاونات   | 1.461.182      | 1.613.315     | 90.57%        |
| الرباط سلا زمور زعير  | 2.101.916      | 2.136.636     | 98.38%        |
| فاس بولمان            | 1.375.766      | 1.418.475     | 96.99%        |
| العيون بوجدور         | 181.413        | 219.505       | 82.65%        |
| وادي الذهب الكويرة    | 53.988         | 64.163        | 84.14%        |
| الدار البيضاء الكبرى  | 3.292.543      | 3.306.334     | 99.58%        |
| طنجة تطوان            | 2.199.093      | 2.205.457     | 99.71%        |
| الغرب شراردة بني حسين | 1.653.612      | 1.655.852     | 99.86%        |
| الشاوية ورديغة        | 1.476.318      | 1.478.605     | 99.85%        |
| دكالة عبدة            | 1.765.904      | 1.768.150     | 99.87%        |
| المغرب                | 24.036.041     | 26.755.605    | 89.84%        |

#### اللهجة الحسانية
يتحدث بلهجة حسانية حوالي 0.7 % من تعداد السكان في المناطق الجنوبية والاقليم المتنازع عليه في الصحراء الغربية بشكل أساسي.كما توجد أيضا جماعات من المتحدثين بها في أماكن أخرى من المغرب خاصة في المناطق الهامة في أكادير، مراكش، الرباط والدار البيضاء.
يوضح الجدول التالي إحصاء للمتحدثين بالحسانية، بناءً على تعداد السكان عام 2004.(من سن الخامسة وأكبر).
| المنطقة               | اللهجة الحسانية | إجمالي السكان | نسبة متحدثيها |
| --------------------- | --------------- | ------------- | ------------- |
| سوس ماسة درعة         | 13.349          | 2.775.953     | 0.48%         |
| الجهة الشرقية         | 573             | 1.739.440     | 0.03%         |
| كلميم السمارة         | 68.597          | 382.029       | 17.96%        |
| مكناس تافيلالت        | 983             | 1.926.247     | 0.05%         |
| تادلة أزيلال          | 470             | 1.299.536     | 0.04%         |
| مراكش تانسيفت الحوز   | 3.248           | 2.765.908     | 0.12%         |
| تازة الحسيمة تاونات   | 186             | 1.613.315     | 0.01%         |
| الرباط سلا زمور زعير  | 2.781           | 2.136.636     | 0.13%         |
| فاس بولمان            | 370             | 1.418.475     | 0.03%         |
| العيون بوجدور         | 86.926          | 219.505       | 39.60%        |
| وادي الذهب الكويرة    | 13.501          | 64.163        | 21.04%        |
| الدار البيضاء الكبرى  | 1.778           | 3.306.334     | 0.05%         |
| طنجة تطوان            | 329             | 2.205.457     | 0.01%         |
| الغرب شراردة بني حسين | 526             | 1.655.852     | 0.03%         |
| الشاوية ورديغة        | 617             | 1.478.605     | 0.04%         |
| دكالة عبدة            | 508             | 1.768.150     | 0.03%         |
| المغرب                | 194.742         | 26.755.605    | 0.73%         |

## اللغة الأمازيغية

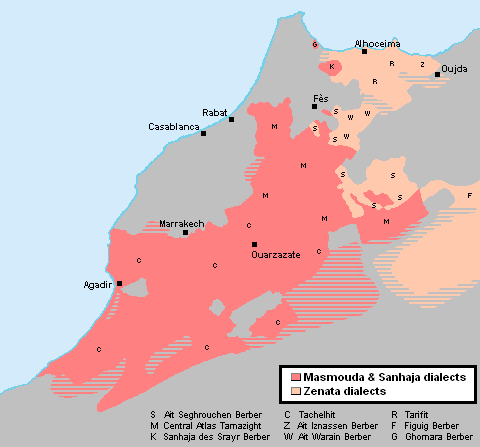
المناطق المتحدثة بالأمازيغية في المغرب

من الصعب تحديد عدد المتحدثين بالأمازيغية بشكل دقيق بسبب عدم وجود سجلات لغوية في التعداد السكاني لمعظم دول شمال أفريقيا(باستثناء التعداد السكاني للمغرب عام 2004).و تمدنا إثنولوج بنقطة بداية أكاديمية جيدة، وذلك بالرغم من كون قائمة مراجعها غير موثوق فيها، وأن مؤشر دقتها في المنطقة يتراوح بين الدرجة الثانية والثالثة.ربما تقدم بعض التعدادات الحديثة التي تمت أثناء الاستعمار أرقاماً موثقة لبعض الدول، بالرغم من كونها قديمة جداً.و من الصعب جداً تقدير عدد المتحدثين بكل لهجة.
تمثل الأمازيغية اللغة المحلية في العديد من المناطق الريفية في المغرب، وهي إحدى اللغتين المستخدمتين في البيت والشارع، ولكن السكان لا يستخدمونها في الكتابة. وتقول علية رشدي «تستخدم الأمازيغية بشكل أساسي في الحوارات العائلية وحوارات الأصدقاء والشارع». وفي بحثه الذي أجراه في فترة 2000-2002 وجد موحا الناجي أن 52% من الضيوف يعتبرون اللغة الأمازيغية أقل مكانة من العربية لأن ليس لديها وضع اجتماعي جيد ولأن مجالات التحدث بها محدودة. ويضيف الناجي «تعدد اللهجات الأمازيغية تسبب في ضعف قدرتها على تحقيق التواصل والانتشار».
يقدر عدد المتحدثين بلهجة تريفيت بحوالي 1.5 مليون عام 1990 ، وتستخدم في منطقة الريف في شمال البلاد. وتعد تلك اللهجة هي أصغر اللهجات الأمازيغية في المغرب من حيث عدد مستخدميها.
و تعتبر لهجة تشلحيت هي أكثر اللهجات الأمازيغية انتشاراً حيث تمتد في كل منطقة سوس ماسة درعة بالإضافة إلى منطقتي مراكش تانسيفت الحوز وتادلة أزيلال.و قد أظهرت الدراسة التي أجريت عام 1990 ما يقرب من 3 ملايين متحدث بها، مرتكزين في جنوب المغرب.
أمازيغية المغرب الرئيسية هي اللهجة الأمازيغية الثانية في المغرب. أظهرت دراسة أجرتها إثنولوج عام 1998 3 ملايين شخص يتحدث بها في المغرب. وتستخدم تلك اللهجة في الأطلس المتوسط والأطلس الكبير وشرق جبال الأطلس الكبير.
توجد لهجات أمازيغية أخرى في المغرب مثل اللهجات الريفية الموجودة في جبال الريف ولهجة فكيك تشلحيت (لهجة زناتية) في فكيك (لا يجب خلطها بلهجة تشحليت الأطلس).

### التعداد السكاني
| الجهة                      | الخريطة | عدد السكان (شتنبر 2014) | المساحة الكلية (كم²) | المركز          | العمالات | الأقاليم | الوالي           | الرئيس               |
| -------------------------- | ------- | ----------------------- | -------------------- | --------------- | -------- | -------- | ---------------- | -------------------- |
| جهة طنجة تطوان الحسيمة     |         | 3,556,729               | 17.262               | طنجة - أصيلة    | 2        | 5        | محمد اليعقوبي    | إلياس العماري        |
| جهة الشرق                  |         | 2,314,346               | 49.266               | وجدة - أنكاد    | 1        | 7        | محمد مهيدية      | عبد النبي بعيوي      |
| جهة فاس مكناس              |         | 4,236,892               | 40.075               | فاس             | 2        | 7        | سعيد زنيبر       | امحند العنصر         |
| جهة الرباط سلا القنيطرة    |         | 4,580,866               | 18.194               | الرباط          | 3        | 4        | عبد الوافي لفتيت | عبد الصمد سكال       |
| جهة بني ملال خنيفرة        |         | 2,520,776               | 41.033               | بني ملال        | 0        | 5        | محمد دردوري      | إبراهيم مجاهد        |
| جهة الدار البيضاء سطات     |         | 6,861,739               | 19.448               | الدّار البيضاء   | 2        | 7        | خالد سفير        | مصطفى الباكوري       |
| جهة مراكش آسفي             |         | 4,520,569               | 39.167               | مراكش           | 1        | 7        | محمد مفكر        | أحمد اخشيشن          |
| جهة درعة تافيلالت          |         | 1,635,008               | 115.592              | الرشيدية        | 0        | 5        | محمد فنيد        | الحبيب الشوباني      |
| جهة سوس ماسة               |         | 2,676,847               | 53.789               | أكادير إداوتنان | 2        | 4        | زينب العدوي      | إبراهيم الحافيدي     |
| جهة كلميم واد نون          |         | 433,757                 | 46.108               | كلميم           | 0        | 4        | محمد بنرباك      | عبد الرحيم بن بوعيدة |
| جهة العيون الساقية الحمراء |         | 367,758                 | 140.018              | العيون          | 0        | 4        | بوشعاب يحظيه     | حمدي ولد الرشيد      |
| جهة الداخلة وادي الذهب     |         | 142,955                 | 130.898              | وادي الذهب      | 0        | 2        | لمين بنعمر       | الخطاط إينجا         |

### دراسات قديمة

لوحة ثنائية اللغة في الناظور،المغرب

«أرقام التعدادات السكانية المتاحة قليلة»؛ كل الدول (من ضمنها المغرب والجزائر)لا تحتسب اللغة الأمازيغية. فالتغيرات السكانية في العدد والأماكن، وتأثير التمدن والتعليم في اللغات الأخرى...إلخ تعمل على صعوبة التقديرات.في عام 1952 أشارت دراسة إلى أن عدد المتحدثين بالأمازيغية يقدر ب 5.500.000.و ما بين العامين 1968 و 1978 تراوحت التقديرات ما بين ثمانية إلى ثلاثة عشرة ملايين.و في عام 1980 أشارت التقديرات إلى أن السكان المتحدثين بالأمازيغية من القبائل ومن المجموعات المغربية الثلاث وصل مليون متحدث لكل منهم، أما في الجزائر فهناك 3.650.000 أو واحد من كل خمسة أشخاص يتحدثونها.
عام 1952 كان تقدير اندريه الباسط («اللغة الأمازيغية»، كتيب اللغات الأفريقية، الجزء الأول، أكسفورد) أن أغلبية قليلة من المغاربة يتحدثون الأمازيغية.يشير تعداد 1960 أن 34% من المغاربة يتحدثونها وبالتالي يصبحون ثنائي أو ثلاثي أو حتى رباعي اللغة.و عام 2000 استشهد كارل براس «أكثر من النصف» في مقابلة أجراها إبراهيم كرادا على توالت.كوم.و وفقاً لإثنولوج (بعد التدقيق من الأرقام العربية المغربية) فإن نسبة متحدثي الأمازيغية هي 65%(1991 و 1995). ومع ذلك فإن الأرقام التي تعطيها إثنولوج للهجات المتفردة تصل فقط إلى 7.5 أو حوالي 57% ، معظمها تحسب للهجات الآتية:
الريفية: 4.5 مليون (1991)
تشلحيت: 7 مليون (1998)
أمازيغية وسط المغرب:7 مليون (1998)
هذه المصطلحات شائعة في المنشورات اللغوية، ولكنها مرتبطة بشكل ملحوظ بالاستخدام المحلي: لذلك فإن لهجة تشلحيت مقسمة إلى أقسام فرعية هي لهجة تشلحيت في وادي درعة، لهجة تاسوسيت المستخدمة في سوس، إلى جانب العديد من اللهجات الجبلية الأخرى. وأكثر من ذلك، هناك حدود لغوية غير واضحة مثل تلك اللهجات التي لا يمكن وصفها بكونها لهجة أمازيغية وسط المغرب (المستخدمة في منطقة وسط وشمال الأطلس) أم لهجة تشلحيت، فالاختلافات بين كل اللهجات المغربية غير واضح: تبث الأخبار عبر الراديو العام بكل اللهجات، حيث يتحدث كل صحفي بلهجته الخاصة مما يؤدي إلى فهم الجميع، بالرغم من اعتقاد أمازيغ الجنوب أن فهم اللهجة الريفية يتطلب الاعتياد عليها بعض الشيء.

## اللغة الفرنسية
اللغة الفرنسية هي إحدى اللغتين الدالتين على المكانة الإجتماعية في المغرب، فهي تستخدم غالباً في مجالات الأعمال، ومجالات الدبلوماسية، والحكومية. وتستخدم الفرنسية كلغة تواصل مشترك. وتقول علية رشدي «تستخدم الفرنسية كلغة ثانية في الأغراض العملية».
توجد أرقام مختلفة عن عدد متحدثي الفرنسية في المغرب.وفقاً لمنظمة الدول المتحدثة بالفرنسية (فرانكفونية) فإن 33% من المغاربة يتحدثونها، منهم 13.5% ينتمون إلى المنظمة بشكل كامل و 19.5% ينتمون إليها جزئياً. وطبقاً للتعداد السكاني لعام 2004، فإن حوالي 69% من السكان المدرجين به يمكنهم قراءة الفرنسية والكتابة بها.

## اللغة الأسبانية
يتحدث حوالي 5 ملايين مغربي اللغة الإسبانية، خصوصا في المناطق الشمالية، ففي الغالب يتم استخدامها في شمال المغرب وفي الصحراء الإسبانية لأن إسبانيا كانت قد احتلت تلك المناطق. ويشاهد المغاربة المقيمين في المناطق التي كانت محتلة على يد الإسبان التليفزيون الإسباني، كما يتعاملون يوميا باللغة الإسبانية.
و بعد إعلان استقلال المغرب عام 1956 تم إعلان اللغتين العربية والفرنسية كلغتين أساسيتين للإدارة والتعليم، مما أدى إلى تقلص دور اللغة الأسبانية.

## اللغة الإنجليزية
على الرغم من قلة عدد المتحدثين بالإنجليزية -بالمقارنة مع متحدثي الفرنسية والإسبانية- إلا أنها تخطو خطوات واسعة نحو كونها اللغة الأجنبية الثانية التي يختار الطلاب تعلمها بعد الفرنسية. ونتيجة التغييرات لإعادة تشكيل التعليم الوطني، سوف يتم تدريس اللغة الإنجليزية في المدارس الحكومية بداية من الصف الرابع. وتستخدم الإنجليزية بشكل متقطع أثناء الحديث في قطاعات الأعمال والعلوم والتعليم، ولكن تعلمها أصبح متزايدا خلال العقد الأخير خاصة منذ عام 2002 عندما بدأ إدراج تعليمات باللغة الإنجليزية في المدارس الحكومية بداية من الصف السابع.
و في المغرب، تستخدم الإنجليزية في التعليم والتجارة الخارجية والأبحاث العلمية. ولأنها اللغة الدولية الأولى ولعدم وجود دلالات استعمارية لها، بدأت الإنجليزية تحظى بمكانة في المغرب. وفي بحث أجراه الناجي في صيف الأعوام 2000,2001، و2002 ، قال 58% ممن أجرى عليهم البحث أن الإنجليزية هي لغتهم الأجنبية المفضلة لأنها اللغة العالمية الأولى ذات الاعتبار. هيذر ليا مولايسن، مؤلفة كتاب «المغرب -العصر الجديد للمكتبات المغربية»، تقول أنه في عام 2012 كان المجتمع المغربي أكثر تقبلاً للغة الإنجليزية كلغة تواصل مشترك.

## اقرأ أيضاً
- اللغة الأمازيغية
- اللغة العربية
- اللهجة المغربية
- المغرب
- لغات الجزائر
- لغات تونس
- لغات موريتانيا
- لغات إسبانيا